# Kristen Mann
Kristen Cherie Mann (Lakewood, 10 de agosto de 1983) es una baloncestista estadounidense que ocupa la posición de alero.
Fue reclutada por los Minnesota Lynx en la 11° posición de la primera ronda del Draft de la WNBA de 2005, equipo donde militó hasta 2007, para pasar a los  Atlanta Dream (2008), Indiana Fever (2008) y Washington Mystics (2009), para volver a los Minnesota Lynx en 2010. Además, fue parte del Club Deportivo Basket Zaragoza (2005-2006), Mersin BŞB (2006-2007), Tarbes Gespe Bigorre (2007-2008), SK Cēsis (2009-2010), Flammes Carolo (2010-2011), Lattes Montpellier (2011-2013), Toulouse Métropole Basket (2013-2014), CAB Madeira (2015) y TTT Rīga (2015-presente).

## Estadísticas

### Totales
| Año                                                                                              | Equipo | J   | JI | MJ   | TC  | ITC | TC%  | 3P | 3PA | 3P%  | 2P  | 2PA | 2P%  | TL | ITL | TL%   | RBO | RBD | RBT | AST | STL | BLK | TOV | PF  | PTS |
| ------------------------------------------------------------------------------------------------ | ------ | --- | -- | ---- | --- | --- | ---- | -- | --- | ---- | --- | --- | ---- | -- | --- | ----- | --- | --- | --- | --- | --- | --- | --- | --- | --- |
| 2005                                                                                             | MIN    | 24  | 0  | 185  | 30  | 60  | .500 | 0  | 9   | .000 | 30  | 51  | .588 | 11 | 16  | .688  | 11  | 24  | 35  | 11  | 8   | 1   | 7   | 16  | 71  |
| 2006                                                                                             | MIN    | 33  | 33 | 894  | 92  | 238 | .387 | 36 | 96  | .375 | 56  | 142 | .394 | 25 | 34  | .735  | 23  | 90  | 113 | 94  | 19  | 7   | 50  | 71  | 245 |
| 2007                                                                                             | MIN    | 34  | 17 | 882  | 96  | 256 | .375 | 37 | 106 | .349 | 59  | 150 | .393 | 29 | 37  | .784  | 39  | 83  | 122 | 43  | 31  | 7   | 27  | 81  | 258 |
| 2008                                                                                             | TOT    | 18  | 8  | 254  | 19  | 48  | .396 | 4  | 9   | .444 | 15  | 39  | .385 | 5  | 5   | 1.000 | 10  | 13  | 23  | 15  | 9   | 5   | 15  | 23  | 47  |
| 2008                                                                                             | ATL    | 13  | 8  | 223  | 18  | 44  | .409 | 4  | 8   | .500 | 14  | 36  | .389 | 5  | 5   | 1.000 | 9   | 10  | 19  | 14  | 8   | 4   | 14  | 23  | 45  |
| 2008                                                                                             | IND    | 5   | 0  | 31   | 1   | 4   | .250 | 0  | 1   | .000 | 1   | 3   | .333 | 0  | 0   |       | 1   | 3   | 4   | 1   | 1   | 1   | 1   | 0   | 2   |
| 2009                                                                                             | WAS    | 16  | 0  | 95   | 10  | 28  | .357 | 4  | 18  | .222 | 6   | 10  | .600 | 1  | 1   | 1.000 | 2   | 12  | 14  | 6   | 3   | 0   | 3   | 9   | 25  |
| 2010                                                                                             | MIN    | 5   | 0  | 15   | 1   | 6   | .167 | 1  | 4   | .250 | 0   | 2   | .000 | 0  | 0   |       | 0   | 0   | 0   | 0   | 0   | 0   | 0   | 0   | 3   |
| Carrera                                                                                          |        | 130 | 58 | 2325 | 248 | 636 | .390 | 82 | 242 | .339 | 166 | 394 | .421 | 71 | 93  | .763  | 85  | 222 | 307 | 169 | 70  | 20  | 102 | 200 | 649 |
| Notas: J=Juegos; JI=Juegos iniciales; MJ=Minutos jugados; ITC=Intentos de TC; ITL=Intentos de TL |        |     |    |      |     |     |      |    |     |      |     |     |      |    |     |       |     |     |     |     |     |     |     |     |     |

### Por juego
| Año                                                                                              | Equipo | J   | JI | MJ   | TC  | ITC | TC%  | 3P  | 3PA | 3P%  | 2P  | 2PA | 2P%  | TL  | ITL | TL%   | RBO | RBD | RBT | AST | STL | BLK | TOV | PF  | PTS |
| ------------------------------------------------------------------------------------------------ | ------ | --- | -- | ---- | --- | --- | ---- | --- | --- | ---- | --- | --- | ---- | --- | --- | ----- | --- | --- | --- | --- | --- | --- | --- | --- | --- |
| 2005                                                                                             | MIN    | 24  | 0  | 7.7  | 1.3 | 2.5 | .500 | 0.0 | 0.4 | .000 | 1.3 | 2.1 | .588 | 0.5 | 0.7 | .688  | 0.5 | 1.0 | 1.5 | 0.5 | 0.3 | 0.0 | 0.3 | 0.7 | 3.0 |
| 2006                                                                                             | MIN    | 33  | 33 | 27.1 | 2.8 | 7.2 | .387 | 1.1 | 2.9 | .375 | 1.7 | 4.3 | .394 | 0.8 | 1.0 | .735  | 0.7 | 2.7 | 3.4 | 2.8 | 0.6 | 0.2 | 1.5 | 2.2 | 7.4 |
| 2007                                                                                             | MIN    | 34  | 17 | 25.9 | 2.8 | 7.5 | .375 | 1.1 | 3.1 | .349 | 1.7 | 4.4 | .393 | 0.9 | 1.1 | .784  | 1.1 | 2.4 | 3.6 | 1.3 | 0.9 | 0.2 | 0.8 | 2.4 | 7.6 |
| 2008                                                                                             | TOT    | 18  | 8  | 14.1 | 1.1 | 2.7 | .396 | 0.2 | 0.5 | .444 | 0.8 | 2.2 | .385 | 0.3 | 0.3 | 1.000 | 0.6 | 0.7 | 1.3 | 0.8 | 0.5 | 0.3 | 0.8 | 1.3 | 2.6 |
| 2008                                                                                             | ATL    | 13  | 8  | 17.2 | 1.4 | 3.4 | .409 | 0.3 | 0.6 | .500 | 1.1 | 2.8 | .389 | 0.4 | 0.4 | 1.000 | 0.7 | 0.8 | 1.5 | 1.1 | 0.6 | 0.3 | 1.1 | 1.8 | 3.5 |
| 2008                                                                                             | IND    | 5   | 0  | 6.2  | 0.2 | 0.8 | .250 | 0.0 | 0.2 | .000 | 0.2 | 0.6 | .333 | 0.0 | 0.0 |       | 0.2 | 0.6 | 0.8 | 0.2 | 0.2 | 0.2 | 0.2 | 0.0 | 0.4 |
| 2009                                                                                             | WAS    | 16  | 0  | 5.9  | 0.6 | 1.8 | .357 | 0.3 | 1.1 | .222 | 0.4 | 0.6 | .600 | 0.1 | 0.1 | 1.000 | 0.1 | 0.8 | 0.9 | 0.4 | 0.2 | 0.0 | 0.2 | 0.6 | 1.6 |
| 2010                                                                                             | MIN    | 5   | 0  | 3.0  | 0.2 | 1.2 | .167 | 0.2 | 0.8 | .250 | 0.0 | 0.4 | .000 | 0.0 | 0.0 |       | 0.0 | 0.0 | 0.0 | 0.0 | 0.0 | 0.0 | 0.0 | 0.0 | 0.6 |
| Carrera                                                                                          |        | 130 | 58 | 17.9 | 1.9 | 4.9 | .390 | 0.6 | 1.9 | .339 | 1.3 | 3.0 | .421 | 0.5 | 0.7 | .763  | 0.7 | 1.7 | 2.4 | 1.3 | 0.5 | 0.2 | 0.8 | 1.5 | 5.0 |
| Notas: J=Juegos; JI=Juegos iniciales; MJ=Minutos jugados; ITC=Intentos de TC; ITL=Intentos de TL |        |     |    |      |     |     |      |     |     |      |     |     |      |     |     |       |     |     |     |     |     |     |     |     |     |